# Cities XL 2011
Cities XL 2011 è un videogioco di simulazione cittadina sviluppato dalla Focus Home Interactive. Cities XL 2011, uscito il 29 ottobre 2010, è la versione rinnovata del videogioco Cities XL. Il gioco è sviluppato su piattaforma Microsoft Windows per singolo giocatore. Le nuove funzioni includono nuove mappe ed edifici, trasporto pubblico migliorato, un sistema di tassazione più articolato, e migliori funzioni nello scambio di merci con le altre città.

## Sviluppo
Il gioco è stato annunciato ufficialmente dalla Focus Home, che ha acquisito la licenza del gioco dalla Monte Cristo, stretta dai debiti, la quale annuncerà successivamente la definitiva chiusura dei propri studi a Parigi.